# Johannes Adamietz
Johannes Adamietz (Ulma, 24 maggio 1998) è un ciclista su strada tedesco che corre per la REMBE-rad-net Pro Cycling Team.

## Palmares
- 2024 (Lotto Dstny, una vittoria)

4ª tappa Okolo Slovenska (Partizánske > Ružomberok)

## Piazzamenti

### Classiche monumento
- Giro di Lombardia

2024: 76º

### Competizioni europee
- Campionati europei

Zlín 2018 - In linea Under-23: 19º
Plouay 2020 - In linea Under-23: 58º